# Chamsin
Chamsin – ciepły, porywisty wiatr wiejący na pustynnych obszarach Egiptu i Libii.
Wiatr ten jest wywoływany przez układy niżowe przesuwające się na wschód w południowej części Morza Śródziemnego w okresie od lutego do czerwca.